# Константин Марков (журналист)
Вижте пояснителната страница за други личности с името Константин Марков.
Константин Спиридонов Марков е български журналист, писател, автор и водещ на предавания в програмата на Българска национална телевизия.

## Биография
Константин Марков е роден в град Червен бряг в 1945 г. Внук е на основателя на града – Марко Марков. Завършва Икономическия техникум в Червен бряг. В юношеските си години се занимава с волейбол, носител е на 3-годишни награди за най-добър волейболист в Плевенски окръг. Висшето си образование Марков завършва в Софийски университет „Климент Охридски“, специалност Физика. Има следдипломна квалификация по Телевизионна журналистика и Икономика.
Константин Марков работи като телевизионен журналист в БНТ в периода 1973 – 2012 г. Автор и водещ е на предаванията „Социален коментар“, „Здраве“, „Здравно осигуряване“, „Зала – 3“. Автор и водещ е на първото свободно журналистическо предаване в прайм-тайма – „Добре дошли“. Носител е на годишната награда на Лекарския съюз. Автор е на книгата „Пчела в рапана“.
Женен е, с 2 деца. Синът му Мартин е художник в рекламния бизнес. Дъщеря му Нора е доктор на науките от Оксфорд и експерт към ООН.
След продължително боледуване, Константин Марков почива на 5 януари 2017 г. 